# 越田吉郎
越田 吉郎（こしだ きちろう）は、日本の診療放射線技師・研究者。金沢大学大学院医学系研究科教授。医学博士。専門は、医療で用いられる放射線による被曝の解析、その安全性の評価、被曝低減の検討など。放射線防護の領域で著名である。

## 来歴
現在、金沢大学医学部保健学科において、診療放射線技師の養成を主として、医療従事者の育成に力を注いでいる。以前、自身が金沢大学医学部附属病院（現在の金沢大学附属病院）にて診療放射線技師として医療に従事していた。
放射線防護、放射線管理、放射線計測、放射線治療、および放射線関連の法規などを専門とし、医療での放射線被曝の低減を図り、医療技術の向上に貢献している。同分野において、藤田保健衛生大学医療科学部教授の鈴木昇一とは関わりが強い。
新しい放射線診断技術の開発に関して、金沢大学大学院医学系研究科教授の宮地利明らと、特許を申請した。

## 経歴
金沢大学医療技術短期大学部を卒業し、診療放射線技師として金沢大学の病院で勤務した。その後、自身の母校でもある医療技術短期大学部に移り、後輩の育成に関わるようになる。後に、医療技術短期大学部は4年制大学の医学部保健学科となり、大学院医学系研究科も開設された。2004年4月より、同大学の真田茂と共に、教授に就任した。
法政大学文学部史学科を卒業して学士の学位を取得し、後に金沢大学大学院医学研究科（当時）より博士の学位を取得する。